# Avanim
Pour plus de détails, voir Fiche technique et Distribution.
Avanim (אבנים) est le quatrième long métrage de Raphaël Nadjari. Il est sorti en 2004, dans différents festivals. Avanim inaugure la période israélienne du cinéaste, après sa trilogie new-yorkaise (The Shade, I Am Josh Polonski's Brother, Apartment #5C). Il sera suivi de Tehilim (2007) et de Une histoire du cinéma israélien (2009).
Le titre hébreu signifie "Pierres". Raphaël Nadjari explique ainsi ce titre:
« Ce pays est rempli de pierres, toutes symboliques: il y a les pierres du Mur des Lamentations, les pierres avec lesquelles on construit des maisons et des écoles, celles que jettent les religieux sur les laïcs et les laïcs sur le religieux, il y a les pierres tombales et les pierres que l’on dépose sur la tombe en guise de souvenir. Ces pierres sont un point de croisement et un point d’interrogation: elles peuvent servir pour détruire, mais elles peuvent aussi bien servir pour construire, pour bâtir. »

## Synopsis
Une jeune femme, Michale, vit dans le quartier populaire de Hatikva, quartier séfarade de Tel Aviv, composé de gens originaires d'Afrique du Nord et du Moyen-Orient, très coupé de la vie économique et culturelle de la ville. Elle est mariée et mère d'un jeune garçon. Sa vie est une vie ordinaire, partagée entre son univers domestique, ses tâches, son mari Schmoulik et son enfant, et une liaison avec un amant. Elle travaille dans le cabinet de comptabilité chargé de comptes d'institutions religieuses et dirigé par son père, Meir Aharon, qui se fait, sans doute naïvement, manipuler par un groupe de religieux décidés à fonder une école talmudique portant le nom de sa femme défunte. Ces religieux gonflent les effectifs d'étudiants amenés à fréquenter cette école de façon à toucher des subventions plus élevées. La fille met en garde son père. Les religieux lui sont par ailleurs ouvertement hostiles, étant donné ses mœurs, ne seraient-ce que vestimentaires, à leurs yeux très relâchées.
Un jour, au sortir d'une réunion avec les religieux, elle donne rendez-vous à son amant sur une place. Lorsqu'elle y arrive, un attentat-suicide a eu lieu, qui a fait de nombreuses victimes et désorganise la ville et les services sanitaires. Inquiète, elle se rend à l'hôpital où elle finit par apprendre la mort tragique de son amant. Elle s'enferme alors dans le silence aussi bien vis-à-vis de sa famille que de son amie Nehama puéricultrice à la crèche où elle laisse toujours trop longtemps son enfant. Elle passe la nuit sur la plage, et, à son retour, son mari et son père la pressent de questions, au bord de la violence ouverte. Elle prend son enfant, quitte le domicile conjugal, et se fait héberger par Nehama. Elle décide de dénoncer à la justice les malversations des religieux. Le responsable est arrêté, mais ses acolytes traquent Michale. Son amie veut la défendre, ils lui jettent une pierre dans le dos qui la tue. On enterre Nehama et Michale fait la paix avec son père au cimetière, après l'enterrement, et elle reprend apparemment sa vie ordinaire.

## Fiche technique
- Titre original : Avanim
- Réalisation et scénario : Raphaël Nadjari
- Directeur de la photographie : Laurent Brunet
- Musique : Nathaniel Méchaly
- Décors : Sean Foley
- Langue originale : hébreu
- Montage :  Godefroy Fouray
- Producteur : Geoffroy Grison et Fred Bellaïche.
- Pays :  France -  Israël -  États-Unis
- Genre : drame
- Durée : 110 minutes
- Sortie en salle : 16 mars 2005 au cinéma ( France)

## Distribution
- Asi Levi : Michale Semi
- Uri Gavriel : Meir Aharon, son père
- Florence Bloch : Nehama, la puéricultrice
- Shaul Mizrahi : Rav Gabai, le religieux
- Danny Steg : Schmoulik Shemi, son mari
- Gabi Amrani-Gur : Rav Ozeri, le vieux rabbin
- Eli Eltonyo : Gabriel, deuxième religieux

## Distinctions
- Sélection au Festival international du film de Berlin 2004.
- Sélection pour les "Premières" du Museum of Modern Art de New York, à l'occasion de sa réouverture.
- Grand Prix du Festival international du film oriental de Genève, dans le cadre du Cinéma tout écran (en) 2004.
- Grand Prix du Festival du Cinéma Européen de Séville 2004.
- Nomination (pour Asi Levi) de la Meilleure Actrice, au Prix du cinéma européen 2004.
- Prix du meilleur cinéaste de l'année France Culture 2005.

## Analyse
Dans Apartment #5C, dernier film tourné à New York, « un lieu juif par excellence, une ville où l'on pouvait être entièrement soi, sans avoir à se justifier », Raphaël Nadjari entre en relation avec des acteurs de d'autres créateurs israéliens qui l'encouragent dans l'envie d'aller au pays des origines. C'est à New York qu'il écrit le script d'Avanim, base de son tournage en Israël.
Ce film accorde beaucoup d'importance à l'improvisation, à la mobilité de la caméra, et le traitement des visages introduit à une grande intimité avec les personnages. À propos de ce film, Raphaël Nadjari s'explique en particulier de son évidente filiation à John Cassavetes, mais aussi de la continuité qu'il entretient avec ses techniciens et ses producteurs :

« On ne peut pas éviter Cassavetes, c’est l’une des grammaires du cinema indépendant et libre. Mais lui-même vient d’une grande tradition de cinéma indépendant new-yorkais qui commence avec des cinéastes comme Morris Engel (Le Petit Fugitif, 1953). Ils ont développé des méthodes de travail très originales avec les acteurs. Cassavetes m’a appris aussi la fidélité à une équipe qui accompagne de film en film : je travaille depuis des années avec les mêmes techniciens — Laurent Brunet, mon chef opérateur, Fred Bellaiche, mon premier assistant, et Sean Foley, mon chef décorateur. »

Le fait de s'intéresser au quartier Hatikva entre en polémique avec la tradition cinématographique dite Bourekas (du nom d'une pâtisserie orientale, le Börek), regard essentiellement ashkénaze et hautain sur la communauté sépharade. Ce quartier de Tel Aviv, Hatikva, a aussi été dans les années 1970 le siège d'une révolte sociale dite des Panthères Noires  Israéliennes.
À partir du microcosme familial et privé d'une femme, Raphaël Nadjari décrit un milieu chaleureux et solidaire d'une communauté israélienne, mais il dénonce surtout la corruption qui y règne et la condition très dure de la femme dans cette société.